# Idaea atrosignaria
Idaea atrosignaria là một loài bướm đêm trong họ Geometridae.